# كاهونا الكبير (فلم)
كاهونا الكبير (بالإنجليزية: The Big Kahuna) فيلم دراما كوميدي أمريكي عام 1999 من إخراج جون سوانبيك، وإنتاج وبطولة كيفن سبيسي، الفيلم مقتبس من مسرحية «جناح الضيافة» تأليف روجر روف، الذي كتب أيضًا سيناريو الفيلم. لم يحاول المخرج جون سوانبيك كثيرا لتقليل تشابه الفيلم عن شكل العرض المسرحي. تدور معظم أحداث الفيلم في غرفة فندق واحدة، ويتبادل الممثلين الثلاثة الحديث.
معنى كاهونا الكبير: الشخص أو الشيء الأكثر أهمية أو المسيطر

## طاقم التمثيل
- كيفن سبيسي: في دور لاري مان

- داني دفيتو: في دور فيل كوبر

- بيتر فانسيلي: في دور بوب والكر

- بول داوسون: في دور خادم الفندق

- جين تايلور: في دور السيدة جونسون[7]

## أحداث الفيلم
تقيم إحدى شركات زيوت التشحيم الصناعية، مؤتمرًا تجاريًا في مدينة ويتشيتا بولاية كانساس، ولهذا فقد حجزت الشركة لثلاثة من موظفيها جناح الضيافة في فندق فاخر لإستقبال بعضًا من أهم موظفي شركة كبيرة وعلى رأسهم الرئيس التنفيذي لهذه الشركة وهو الوحيد المخول له توقيع عقود صفقات شراء الزيوت. يدخل إلى الجناح لاري مان (كيفن سبيسي) وفيل كوبر (داني ديفيتو) وكلاهما من خبراء التسويق، وهما أيضا صديقان حميمان ولهما تاريخ طويل، ينضم إليهما الشاب بوب والكر (بيتر فاسينيللي) من قسم الأبحاث في الشركة، هو شاب معمداني جاد، لديه القليل من الندم إن وجد.يواجه لاري صعوبات مالية ملحة، بينما فيل مر مؤخرًا ببرنامج تعافي من إدمان الكحول.
يوضح لاري أن هدفهم الوحيد هو ترتيب لقاء مع ديك فولر، الرئيس التنفيذي للشركة ويطلق عليه (كاهونا الكبير). بينما ينتظر الثلاثة في جناحهم، يشرح لاري وفيل لبوب كيفية تطوير وتمييز الشخصية، كما أنهم يطلبون من بوب أن يقوم بدور الساقي في المساء على الرغم من أنه لا يحتسي الخمر الإ قليلا. تمر مشاهد لقاء الثلاثة مع المدعوين بدون تفاصيل أو أحاديث، فقط حركة الكاميرا بين المدعويين، وينتهي اللقاء ويقول لاري أنهم لم يحققوا أي نتيجة، حيث أن الكاهونا الكبير ديك فولر لم يحضر اللقاء، وتكون المفاجأة عندما يقول بوب إنه كان ولفترة طويلة من اللقاء يتحدث إلى هذا الكاهونا. تعلو الدهشة وجه لاري ويسأل كيف حدث هذا مع إنه يجد البطاقة التي أعدوها لتعلق على صدر الزوار والخاصة بديك فولر مازالت لديهم (يقوم الداعي إلى اللقاء بتحضير عدد من البطاقات، وكل بطاقة تحمل أسم أحد المدعويين ليضعها المدعو على صدره حين يصل ليسهل التعارف)، يبدو أن الرئيس التنفيذي للشركة استخدم بطاقة مدعو آخر، ويلقي بوب بقنبلة ثانية ويقول إن «الكاهونا الكبير» تحاور معه ودعاه لإكمال الحديث في حفلة أخرى خاصة في فندق آخر. يدفع لاري بالشاب بوب ليقابل الكاهونا والعودة بأخبار تسر الجميع. يقضي لاري وفيل الوقت في حوارات مختلفة في إنتظار بوب، الذي يعود لإلقاء قنبلة ثالثة، لقد إستهلك الوقت مع الرئيس التنفيذي للشركة لمناقشة عن (المسيح)، ويستوضح لاري مذهولًا عمن بدأ هذه المناقشة، ويجيب الشاب انه من بدأ، ويعود لاري يستوضح إذا كان تحدث مع الكاهونا عن رأي (المسيح) في زيوت شركتهم مثلًا، يثور لاري على الشاب الذي يقول إنه تحدث مع الرئيس التنفيذي في أهم المواضيع على الإطلاق، ويترك لاري الغرفة في حالة غضب شديد على ضياع فرصة تسويق زيوتهم. يدور حوار هادئ بين فيل وبوب، ويقول فيل أن التبشير هو نوع آخر من عرض المبيعات، ويوضح أن إجراء إتصال حقيقي بين البشر يتطلب الصدق والإهتمام الحقيقي بالآخرين، ثم يخبر بوب أنه إلى أن يتمكن من التعرف على ما يجب أن يندم عليه، فلن يحدث نمو في شخصيته.
في صباح اليوم التالي يحزم فيل أغراضه، ويقوم لاري بسداد فاتورة الفندق، ويلمح بوب في الردهة يتحدث مرة أخرى إلى كاهونا الكبير ويتبادلون إبتسامات ويبدو أن بوب يواصل دفع أجندته الخاصة بالوعظ إلى الله بدلًا من بيع مواد التشحيم.
اثناء ظهور الأسماء على الشاشة تصدح أغنية «كل شخص حر في وضع واقي الشمس Everybody's Free (to Wear Sunscreen)»، هذه الأغنية مستقاة من عمود كتب في صحيفة شيكاغو تربيون 1997 بقلم الصحفية ماري شميش والذي تنصح فيه الشباب بتنظيف الاسنان، ووضع واقي من الشمس، والإعتزاز بشبابهم، والبقاء على علاقة جيدة مع أشقائهم، وما إلى ذلك، ويأخذ باز لورمان هذه الكلمات ليقدم أغنيته التي يتحدث فيها عن نصائح للشباب.

## إستقبال الفيلم
كتب «ويل سيلف» في (جريدة لندن ايفننج ستاندارد London Evening Standard): «لا يهم مقدار الدوران والخطوات والتجول والمواقف، فهناك شيء ضئيل للغاية في أداء سبيسي يجعل شخصية لاري حضورًا خطيرًا كما يجب أن يكون»، وكتبت «اليانور رينجل كايتر» في (صحيفة أتلانتا جورنال كونستيتيوشن Atlanta Journal-Constitution): «سبيسي وديفيتو في صدارة لعبتهما»، وكتب «رينيه رودريجز» في الصحيفة اليومية (ميامي هيرالد Miami Herald): «الأفضل اعتبار هذا الفيلم هو عرض خاص لكيفن سبيسي وداني دفيتو الذي بهدوء وتأثير قوي يكون قد قدم شيء عكس أي شيء قام به من قبل»، أما «ستيفن ويتي» من (نيوهاوس نيوز سيرفيس Newhouse News Service)، فقد كتب: «ليس من المستغرب بالطبع رؤية النجم المشارك كيفن سبيسي يمزق الشاشة»، وكتب «جو لايدون» من (ذي موفينج بيكشار شو The Moving Picture Show): «أحيانًا كاهونا الكبير هو مضحك للغاية، وفي بعض الأحيان مثيرًا بشكل مكثف، فهو فيلم ممتع وغني بالمستفزاز يبني تأثيرًا تراكميًا قويًا للغاية»
حصل الفيلم على نقد إيجابي من النقاد بينما لم يحقق دخل جيد. منح موقع الطماطم الفاسدة تقدير 74% وأشاد بجودة تحويل المسرحية إلى هذا الفيلم، بينما موقع ميتاكريتيك منحه تقدير 56%.

## وصلات خارجية
كاهونا الكبير على موقع IMDb (الإنجليزية)
- كاهونا الكبير على موقع ميتاكريتيك (الإنجليزية)
- كاهونا الكبير على موقع روتن توميتوز (الإنجليزية)
- كاهونا الكبير على موقع نتفليكس (الإنجليزية)
- كاهونا الكبير على موقع قاعدة بيانات الأفلام العربية
- كاهونا الكبير على موقع ألو سيني (الفرنسية)
- كاهونا الكبير على موقع أول موفي (الإنجليزية)
- كاهونا الكبير على موقع بوكس أوفيس موجو (الإنجليزية)
- كاهونا الكبير على موقع فيلمافينيتي (الإسبانية)
- كاهونا الكبير على موقع قاعدة بيانات الأفلام السويدية (السويدية)